# G마켓
G마켓(영어: Gmarket)은 대한민국의 온라인 쇼핑몰, 오픈 마켓 사이트이다. 1999년 인터파크의 자회사로 설립되었고, 2009년 미국 이베이에 인수되었으며 2011년 옥션과 합병한 후, 주식회사 지마켓이 운영하고 있다. 본사는 서울특별시 강남구에 있다.

## 역사 및 사건
2008년 5월 말 기준으로 전반적인 오픈마켓의 부진 속에도 매출액, 총 거래액, 영업이익에서 전년동기 각각 35%, 29%, 89% 증가하는 모습을 보여주었다.
이베이에 인수된 이후, 11번가의 '시장지배적 지위 남용' 신고로 공정거래위원회의 불공정 거래 혐의 현장 조사를 받은 후
공정거래위원회로부터 시정명령 및 과징금(1000만원:추후 관련매출액 확정시 일부 조정될 수 있음)을 부과받고 검찰에 고발 조치를 받은 바 있다.
 하지만, 이듬해 서울중앙지검 형사6부는 해당 건에 대하여 무혐의 결론을 내렸다. 검찰 관계자는 "실제 '11번가'와 거래를 중단한 판매자 수도 극히 적어 경쟁제한 효과에는 이르지 못했으며 이베이지마켓 측이 불공정거래 방지를 위해 평소 관리감독 의무를 이행한 사실도 인정돼 혐의없음 처분했다"고 설명했다.
 2021년 7월 6일 욱일기 관련 상품을 지속적으로 판매하고 있다는 논란이 일어났다.

## 같이 보기
- 구영배
- 변광윤
- G9
- 옥션
- e쿠폰
- 스마일 배송
- 신세계그룹
- 이마트
- 온라인 쇼핑몰